# Zehrental
Zehrental település Németországban, azon belül Szász-Anhalt tartományban. Lakosainak száma 816 fő (2023. december 31.).

## Népesség
A település népességének változása:
| Lakosok száma | 899  | 875  | 858  | 839  | 816  |
|               | 2017 | 2019 | 2021 | 2022 | 2023 |